# Celle que vous croyez
Pour plus de détails, voir Fiche technique et Distribution.
Celle que vous croyez est un film français coécrit et réalisé par Safy Nebbou, sorti en 2019.
Il s’agit de l’adaptation du roman homonyme de Camille Laurens, paru en 2016.

## Synopsis
Claire Milaud (jouée par Juliette Binoche), professeur de lettres, divorcée, cinquante ans, élève seule ses deux enfants ; elle raconte son histoire au Dr Catherine Bormans (Nicole Garcia), sa psychiatre.
Frustrée après avoir été brutalement larguée par Ludo (Guillaume Gouix), son petit ami beaucoup plus jeune qu'elle, elle a créé un faux profil sur Facebook pour séduire Alex (François Civil), l'ami et colocataire de Ludo et ainsi espionner son ex-amant. Elle se présente comme étant Clara, jeune femme de vingt-quatre ans, et — pour donner corps à son avatar fantasmé — y greffe la photo d'une fille séduisante.
Elle ne tarde pas à s'éprendre d'Alex, mais redoute de devoir un jour se présenter à lui en personne, et de le décevoit alors du fait de son âge. Cette situation va désespérer le jeune homme et avoir des conséquences dramatiques[évasif].
Elle imagine alors une autre issue à son histoire : elle oserait se présenter à Alex, qui tomberait amoureux d’elle et tout deviendrait possible. Mais, là encore, les choses finiront mal[évasif] lorsque le jeune homme découvrira que Claire et Clara  sont la même femme.
Après avoir remis son manuscrit au Dr Bormans, Claire est hospitalisée en maison de repos pour tenter de se reconstruire.
La psychiatre, perspicace, ne va pas tarder à découvrir que Claire n'a pas imaginé la jeune Clara ex nihilo, mais à partir d'un élément crucial de son passé meurtri[évasif].
Ébranlée par cette histoire, la psychiatre contacte Ludo, qui lui fait une révélation renversante[évasif]. Le Dr Bormans va pouvoir apprendre à Claire que son histoire n'est pas aussi dramatique qu'elle le croit, et qu'un avenir est possible[évasif].

## Fiche technique
Sauf indication contraire ou complémentaire, les informations mentionnées dans cette section peuvent être confirmées par la base de données Unifrance
- Titre original : Celle que vous croyez
- Titre international : Who You Think I Am
- Réalisation : Safy Nebbou
- Scénario : Safy Nebbou et Julie Peyr, d’après le roman homonyme de Camille Laurens[1] (2016)
- Direction artistique et décors : Cyril Gomez-Mathieu
- Costumes : Alexandra Charles
- Photographie : Gilles Porte
- Son : Fabien Devillers, Alexandre Fleurant et Pascal Jasmes
- Montage : Stéphane Pereira
- Musique : Ibrahim Maalouf
- Production : Michel Saint-Jean
- Sociétés de production : Diaphana Films  ; France 3 Cinéma (coproduction) ; SOFICA Manon 8 (en association avec)
- Sociétés de distribution : Diaphana Films ; Agora Films Suisse (Suisse romande), Axia Films Inc. (Québec), Cinéart (Belgique)
- Pays de production :  France
- Langue originale : français
- Format : couleur Ratio : 2,39:1
- Genre : drame
- Durée : 101 minutes
- Dates de sortie :
  - Allemagne : 10 février 2019[2] (Berlinale)
  - France : 27 février 2019
  - Belgique, Suisse romande : 6 mars 2019

## Distribution
- Juliette Binoche : Claire Milaud
- Nicole Garcia : Dr. Catherine Bormans
- François Civil : Alex Chelly
- Marie-Ange Casta : Katia, la nièce de Claire
- Guillaume Gouix : Ludo, l'amant de Claire
- Jules Houplain : Max, le fils aîné de Claire
- Jules Gauzelin : Tristan, le fils cadet de Claire
- Charles Berling : Gilles, l'ex-mari de Claire
- Claude Perron : Solange

## Production
En septembre 2017, il est annoncé que le tournage commencerait en mars 2018 à Paris.

## Accueil

### Festival et sorties
Le film est sélectionné dans la catégorie « Berlinale Special » et projeté le 10 février 2019 à la Berlinale, avant sa sortie officielle le 27 février 2019 en France et le 6 mars 2019 en Belgique et en Suisse romande.

### Critiques
Le film reçoit de bons retours, avec une note moyenne de 3.4 sur Allociné.
Le Parisien félicite le réalisateur « Safy Nebbou traduit toute la force du roman éponyme de Camille Laurens ». Le Figaro n'est pas convaincu : « Une histoire aussi tortueuse que la Toile qui n'amuse pas le spectateur ».

## Distinction

### Récompense
- Festival du film de Cabourg 2019 : meilleure actrice pour Juliette Binoche

### Sélection
- Berlinale 2019 : « Berlinale Special »[2]

### Documentation
- Dossier de presse Celle que vous croyez